# Chris Mepham
Christopher James Mepham (Harrow, 5 de novembro de 1997) é um futebolista galês que joga como zagueiro. Atualmente joga pelo Sunderland, emprestado pelo Bournemouth.

## Carreira no clube
Começou sua carreira na academia do Chelsea, clube da Premier League, aos 10 anos de idade. Ele foi liberado aos 14 anos e foi rejeitado por Watford e Queens Park Rangers.

### AFC Bournemouth
Em 22 de janeiro de 2019, assinou um contrato de longo prazo com o AFC Bournemouth por um valor não revelada, Oito dias depois, ele fez sua estreia pelo clube como substituto de Junior Stanislas na vitória por 4 a 0 sobre o Chelsea. Ele continuou a ser regularmente selecionado na linha de defesa do Bournemouth devido à ausência de Steve Cook devido a lesão. Mepham terminou a temporada 2018-19 com Bournemouth tendo feito 13 jogos na Premier League.
Em 10 de agosto de 2019, marcou seu primeiro gol na Premier League e seu primeiro gol para os Cherries, em um empate em casa por 1 a 1 contra o recém-promovido Sheffield United. Fez mais dez aparições na Premier League para os Cherries ao longo da primeira metade da temporada 2019-20, incluindo um papel de destaque na vitória por 1-0 fora de casa contra o Chelsea em 14 de dezembro. No entanto, sofreria uma "lesão significativa no joelho" no jogo da FA Cup contra o Luton Town em 4 de janeiro, o que potencialmente o tiraria dos campos por até três meses.
Nasceu em Northwick Park, no bairro londrino de Harrow. Ele frequentou a Queensmead School em South Ruislip e cresceu como torcedor do Queens Park Rangers. Seu tio Roy foi membro do time juvenil de Brentford na década de 1960.
Em maio de 2021, ele foi selecionado para a seleção do País de Gales para a Campeonato Europeu de Futebol de 2020. Em novembro de 2022, ele foi convocado para a seleção do País de Gales para a Copa do Mundo FIFA de 2022.